# Doctrine
Doctrine es el álbum de estudio de la banda de death metal, Pestilence. Salió el 26 de abril de 2011. El álbum se publicó por el sello discográfico, Mascot Records. Doctrine fue producído por V. Santura de Dark Fortress y Triptykon. Según Patrick Mameli, en este nuevo álbum se utilizarán guitarras de 8 cuerdas. Doctrine va a ser el primer álbum con el baterista Yuma Van Eekelen. El diseño de la portada fue diseñado por Marko Saarelainen al igual que Resurrection Macabre.

## Lista de temas
- 1. The Predication
- 2. Amgod
- 3. Doctrine
- 4. Salvation
- 5. Dissolve
- 6. Absolution
- 7. Sinister
- 8. Divinity
- 9. Deception
- 10. Malignant
- 11. Confusion

## Miembros
- Patrick Mameli - Guitarra y voces
- Patrick Uterwijk - Guitarra
- Jeroen Paul Thesseling - Bajo
- Yuma Van Eekelen - Batería